# Julio Vila y Prades
Julio Vila y Prades (n. 9 aprilie 1873, Valencia, Comunitatea Valenciană, Spania – d. 9 iulie 1930, Barcelona, Catalonia, Spania) a fost un pictor și muralist spaniol care a lucrat, de asemenea, în toată America Latină.

## Biografie

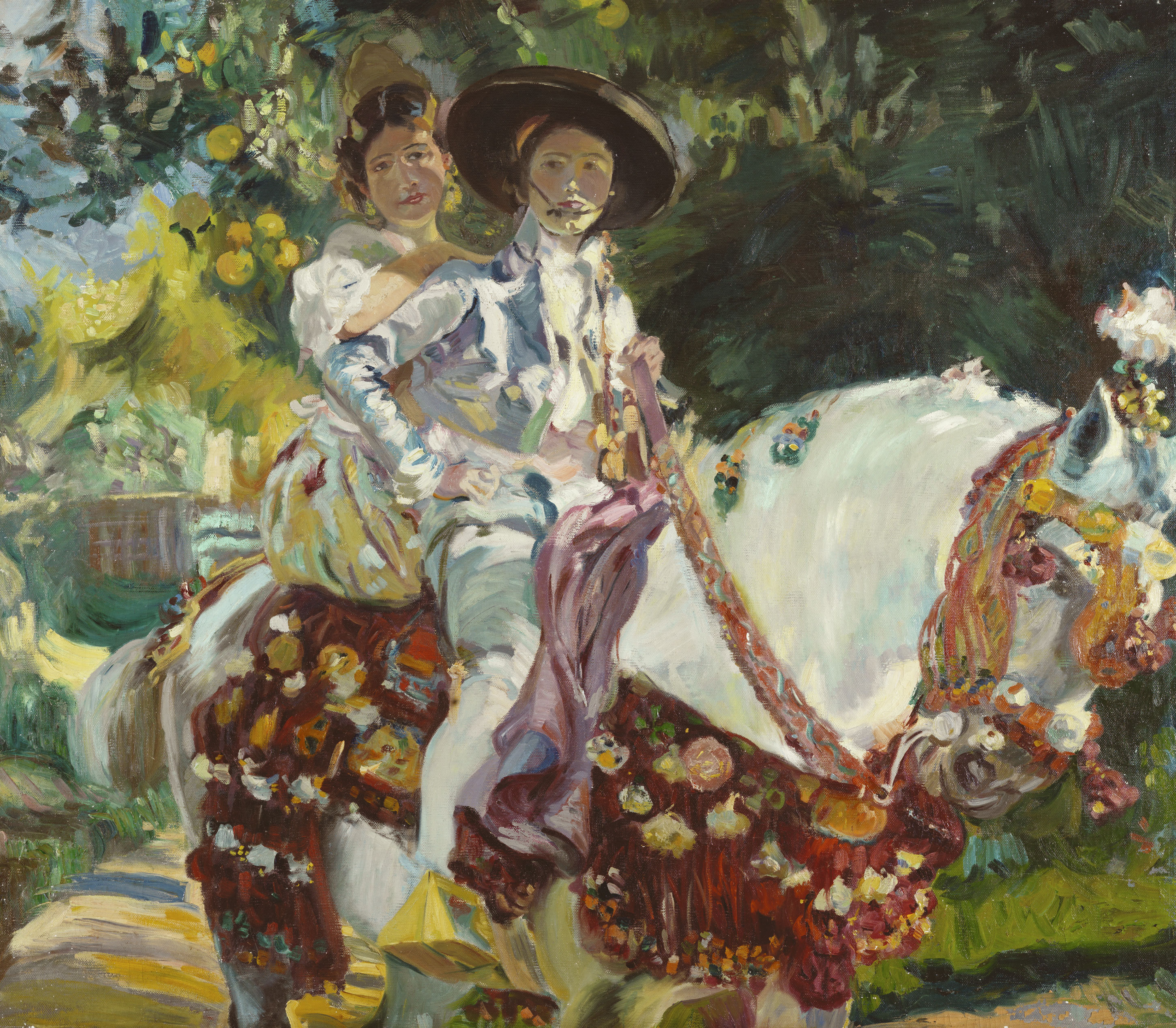
Valencienii
(copiii lui Joaquín Sorolla)

Împotriva dorințelor părinților săi, și-a început studiile artistice la Real Academia de Bellas Artes din San Carlos⁠(d) cu Francisco Domingo Marqués și Joaquín Agrasot. A plecat apoi la Madrid și a fost asistent în atelierul lui Joaquín Sorolla din 1893 până în 1904.
A participat frecvent la Expoziția Națională de Arte Plastice, unde a obținut mențiuni de onoare în 1892 și 1897 și o medalie în 1904 pentru pictura sa, Pe orez. În același an, a plecat la Paris și a petrecut o scurtă perioadă de studii la Academia Julian.
Exprimându-și dorința de a vizita America de Sud, prietenul său Sorolla l-a contactat pe omul de afaceri și promotorul de artă catalan, José Artal (1862-1918), stabilit la Buenos Aires. Cu sprijinul acestuia, Vila a plecat în Argentina, unde a pictat peisaje și scene de gen în pampas. S-a întors în Europa în 1906, petrecând o perioadă de timp în Bretania, apoi vizitând Madridul, unde a realizat desene la nunta regelui Alfonso al XIII-lea.
În 1908, după moartea mamei sale, s-a întors la Buenos Aires și s-a căsătorit cu Carmen, fiica lui José Artal, care era cu cincisprezece ani mai mică. În următorii câțiva ani, a călătorit în toată Argentina, primind mai multe comenzi pentru lucrări decorative, inclusiv tavanul de la Clubul Tigre și picturile murale la Hotelul Plaza⁠(d) și Palatul Guvernului din Tucumán. De asemenea, a realizat numeroase portrete.
Planurile de a se muta la Paris au fost anulate de începutul Primului Război Mondial, iar familia sa s-a stabilit în San Sebastián. Cu toate acestea, a continuat să călătorească, lucrând în New York, Havana, Caracas și Ciudad de Mexico. S-a întors în Spania în 1921 și a pictat tavanul noului Gran Kursaal de San Sebastián (demolat de atunci). După aceea, a plecat în Peru, pentru a face schițe la fața locului pentru o pictură murală a Bătăliei de la Ayacucho, care urma să fie amplasată în noul Muzeu Bolivarian din Caracas. Anul 1924 l-a găsit în San Francisco, realizând o pictură murală pe tavan, Apoteoza soldatului californian, pentru teatrul de la muzeul Legiunii de Onoare.
În 1928 și-a mutat atelierul la Barcelona, pentru ca soția sa să fie mai aproape de familia ei. În același an, guvernul peruan i-a acordat Ordinul Soarelui, deși pictura murală care fusese comandată va rămâne neterminată la moartea sa, doi ani mai târziu.

## Selecție de picturi

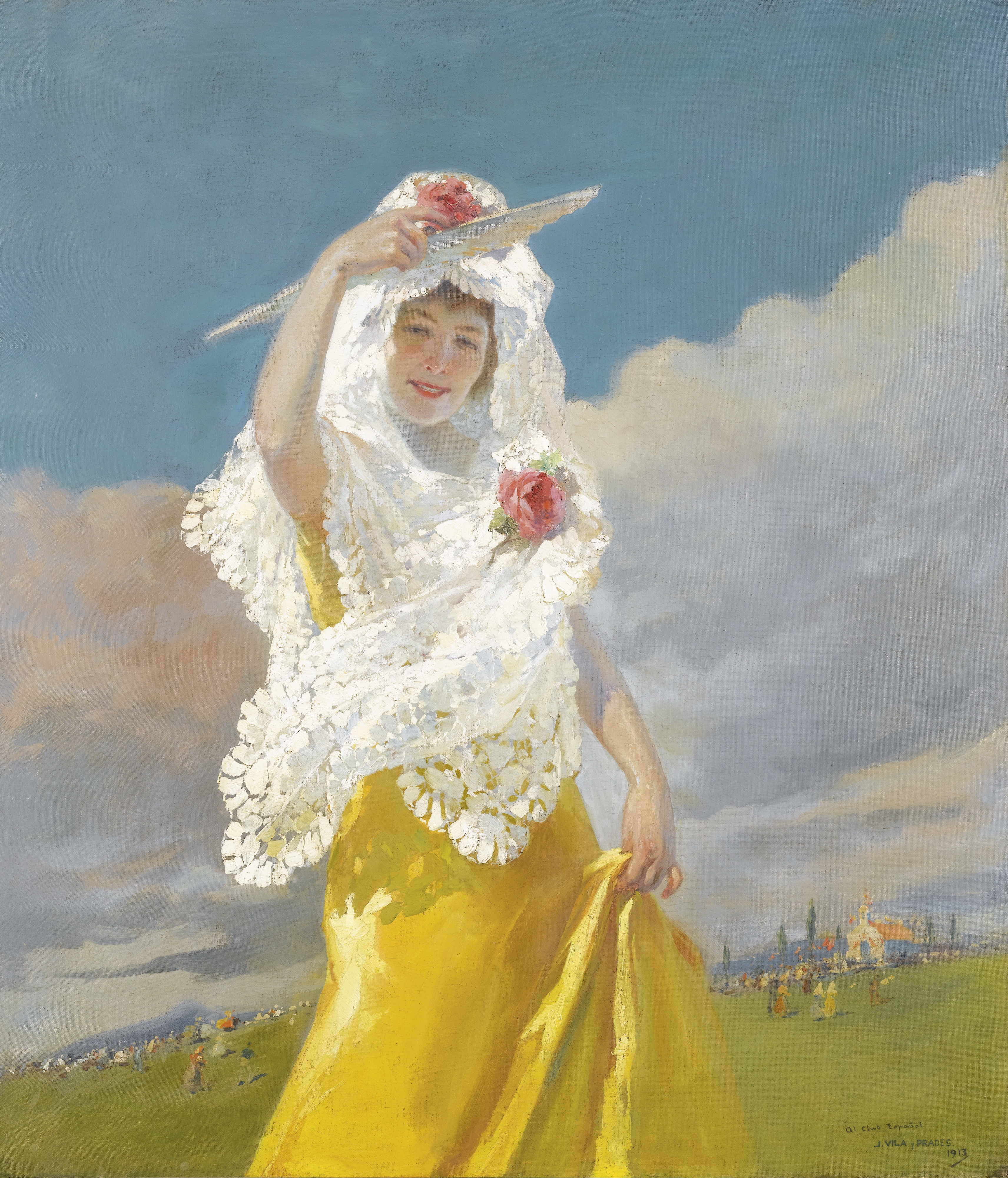
Femeie spaniolă cu Mantilla⁠(d)
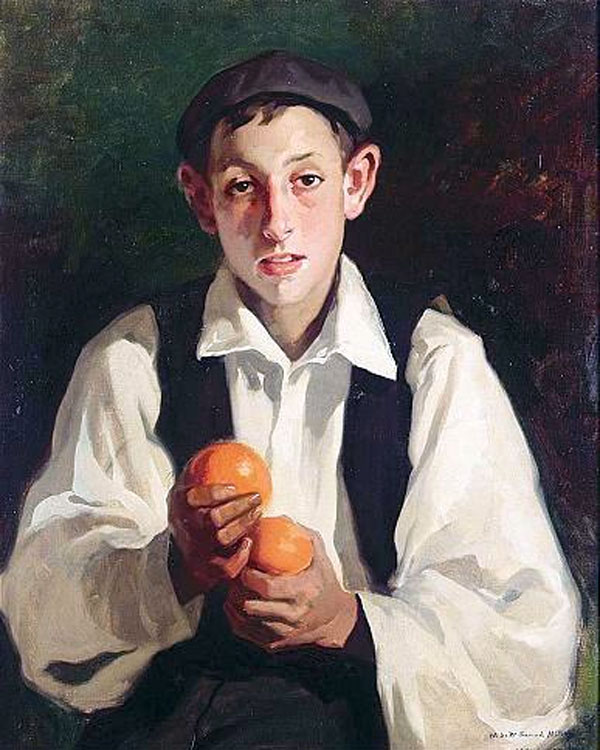
Băiat cu portocale
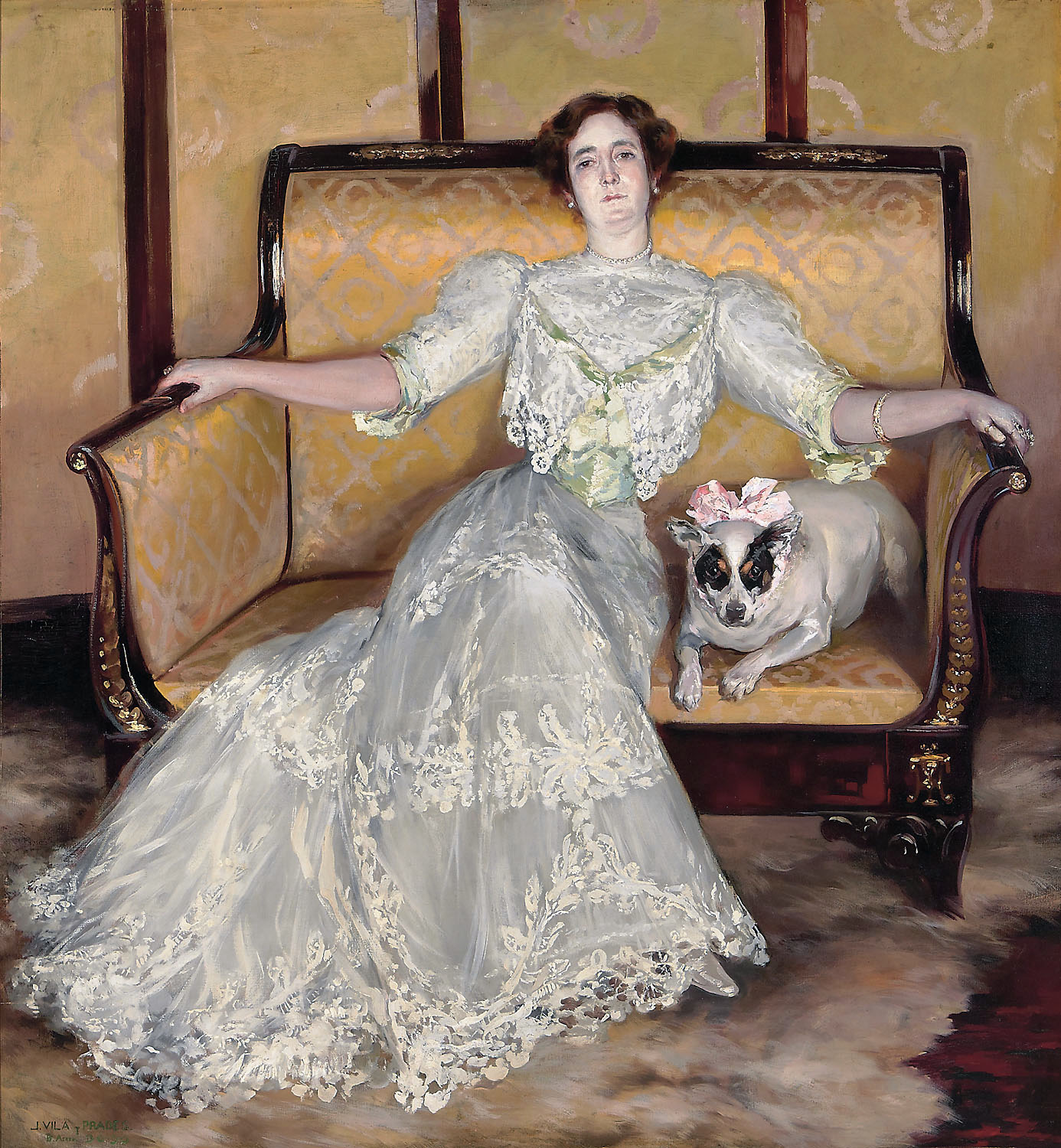
Femeie cu câine
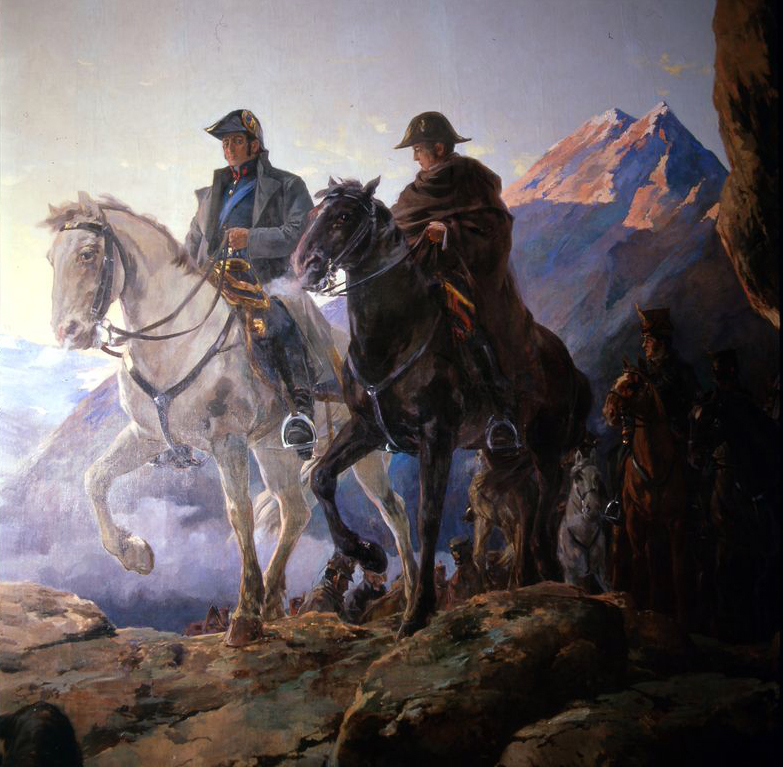
Armata Anzilor traversând Cordillera